# Long John Baldry
John William "Long John" Baldry, född 12 januari 1941 i East Haddon i Northamptonshire, död 21 juli 2005 i Vancouver i Kanada, var en brittisk bluessångare och röstskådespelare i många filmer. Han sjöng med många brittiska musiker, som Rod Stewart och Elton John som dök upp i band som leddes av Baldry på 1960-talet. Han njöt av sin popframgång i Storbritannien där Let The Heartaches Begin nådde en första plats på singellista i England 1967 och i Australien, där hans duett med Kathi McDonald när You've Lost That Lovin 'Feelin' nådde en andra plats 1980. Baldry bodde i Kanada från slutet av 1970 fram till sin död. Där fortsatte han att göra skivor och arbeta som röstskådespelare. Han gjorde den engelska rösten till Dr. Robotnik i Adventures of Sonic the Hedgehog.
Baldry var uttalat homosexuell. Han var 201 cm lång. Han hade en historik av dålig hälsa; han överkonsumerade alkohol och benzodiazepiner och fick magsår vid flera tillfällen. Dessutom utvecklade han antibiotikaresistens efter en lunginflammation. Han avled den 21 juli 2005 i sviterna av långvariga bröstsmärtor.

## Diskografi
- Long John's Blues (United Artists, 1964)
- Looking at Long John (United Artists, 1966)
- Let the Heartaches Begin (Pye, 1968)
- Wait For Me (Pye, 1969)
- It Ain't Easy (Warner Brothers, 1971)
- Everything Stops for Tea (Warner Brothers, 1972)
- Good To Be Alive (GM, 1973)
- Welcome To Club Casablanca (Casablanca, 1976)
- Baldry's Out! (EMI, 1979)
- Long John Baldry (EMI, 1980)
- Boys in The Band (EMI, 1980)
- Rock With The Best (EMI, 1982)
- Silent Treatment (Musicline, 1986)
- A Touch Of Blues (Musicline, 1989)
- It Still Ain't Easy (Stony Plain, 1991)
- On Stage Tonight: Baldry's Out! (Hypertension, 1993)
- A Thrill's a Thrill: The Canadian Years (1995)
- Right To Sing The Blues (Hypertension, 1997)
- Long John Baldry Trio-Live (Hypertension, 2000)
- Remembering Leadbelly (Stony Plain Records, 2002)

## TV
- 1985 — Ewokerna - Diverse röster
- 1986 — Star Wars: Droids - The Great Heep
- 1989 — Salty's Lighthouse - Top Hat
- 1989 — Dragon Warrior - Diverse röster
- 1989 — Captain N: The Game Master - The King
- 1990 — Madeline - Diverse röster
- 1991 — The New Adventures of He-Man - Treylus
- 1991 — Bucky O'Hare and the Toad Wars - Komplex
- 1992 — Conan the Adventurer - Wrath-Amon
- 1993 — Adventures of Sonic the Hedgehog - Dr. Ivo Robotnik (1993-1995)
- 1993 — Dr. Robotnik's Mean Bean Machine - Dr. Ivo Robotnik
- 1993 — Sonic Spinball - Dr. Ivo Robotnik
- 1994 — ReBoot - Captain Capacitor
- 1996 — Sonic Christmas Blast - Dr. Ivo Robotnik
- 1998 — Sonic Underground - Moby Deep
- 1999 — Sabrina, the Animated Series - Diverse röster
- 1999 — Toad Patrol - Mistle Toad
- 1999 — Spider-Man Unlimited - Dirwood Bromley
- 2002 — He-Man and the Masters of the Universe - Azdar
- 2003 — X-Men: Evolution - Apocalypse